# Manoominikeshiinyag
Munominikasheenhug /Manoominikeshiinyag, Rice Makers, Ricing-Rails, St. Croix Chippewa/, jedna od deset glavnih skupina Chippewa Indijanaca s izvora rijeke St. Croix u Wisconsinu i Minnesoti. Danas su poznati kao St. Croix Chippewa a sastoje se od dviju grupa, federalno priznatih St. Croix Chippewa Indians of Wisconsin i plemena St. Croix Chippewa Indians of Minnesota, federalno nepriznatih. 
Izvorno su se sastojali od 13 bandi Apple River, Clam River, Kettle River, Knife River, Rice River, Rush River, Snake River, Sunrise River, Tamarack River, Totogatic River, Wolf River, Wood River i Yellow River. 
Bande Knife, Rice, Rush, Sunrise i Apple River formiraju skupinu poznatu kao Betonukeengainubejig ili Biitan-akiing-enabijig. Hodge kaže da su ovih pet bandi pridružene Munominikasheenhugima
Ostali nazivi za njih bili su: Fols Avoin Sauteaux, Foille avoine Chippeways, Fols-avoin sauters, i sl.
Njihova glavna naselja bila su: Bikoganaagan (Danbury), Wekoonamindaawagaans (Maple Plain), Metaawangaag (Hertel), Inaandagokaag (Balsam Lake) i Waawiyegamaag (Round Lake).

## Vanjske poveznice
- Chippewa Indian Tribe